# Tabula Rasa (Lost)
Tabula Rasa este un episod al serialului de televiziune Lost, sezonul 1.

### Sinopsis
Jack alfă despre trecutul lui Kate, fiind o fugară. Grupul care a fost pe munte să caute semnal pentru transmițător se întoarce, dar decid să nu povestească nimănui despre transimisiunea pe care au auzit-o. Gândindu-se la suferința maresalului lui Kate, Sawyer decide să îl ucidă. Cu toate acestea, el i-a înpuscat numai plămânul, Jack, care mai devreme nu a fost de acord cu moartea lui se răzgândește și îl termină.